# Pavel Medynský

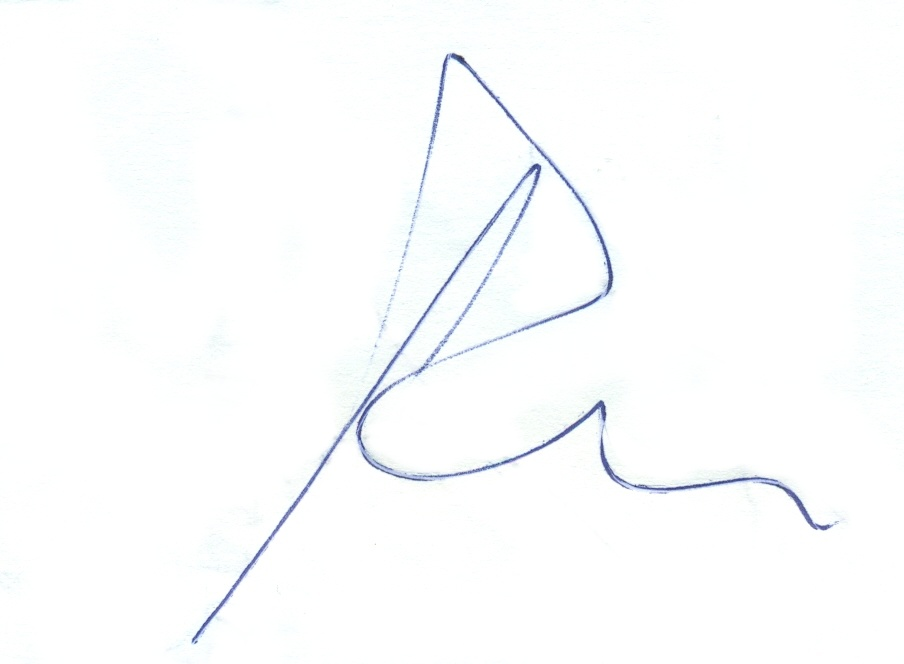
Podpis Pavla Medynského

Pavel Medynský (* 28. října 1964) je bývalý český fotbalista a fotbalový trenér. Od roku 2019 je asistent trenéra v FC Slovan Liberec. V současné době asistent v FK Dukla Praha.

## Fotbalová kariéra
Odchovanec České Lípy. Hrál za Slavii Praha, Českou Lípu, Xaverov, Bohamians, na vojně za Duklu Praha a Cheb. Po vojně se vrátil do Bohemians, dále hrál za Pardubice,
Jablonec, FK Baník Most a FK Mladá Boleslav.

## Trenérská kariéra
Jako hlavní trenér trénoval FC Zenit Čáslav a Bohemians 1905. Působil také u B-týmu Sparty. V roce 2015/2016 byl asistentem trenéra v Hradci Králové. Do léta 2019 působil jako hlavní trenér SK Slavia Praha "Ženy". Od té doby působí jako asistent trenéra pod hlavním trenérem Pavlem Hoftychem ve Slovanu Liberec.